# ستيفن ماك إيوان
ستيفن ماك إيوان (5 مايو 1962 - ) (بالإنجليزية: Steven McEwan)‏ هو لاعب كريكت بريطاني.

## وصلات خارجية
- ستيفن ماك إيوان على موقع إي آس بي آن كريك إنفو (الإنجليزية)